# 데베셀루
데베셀루(Deveselu)는 루마니아 올트 주의 마을이다.

## 데베셀루 공군기지

### 이지스 어쇼어

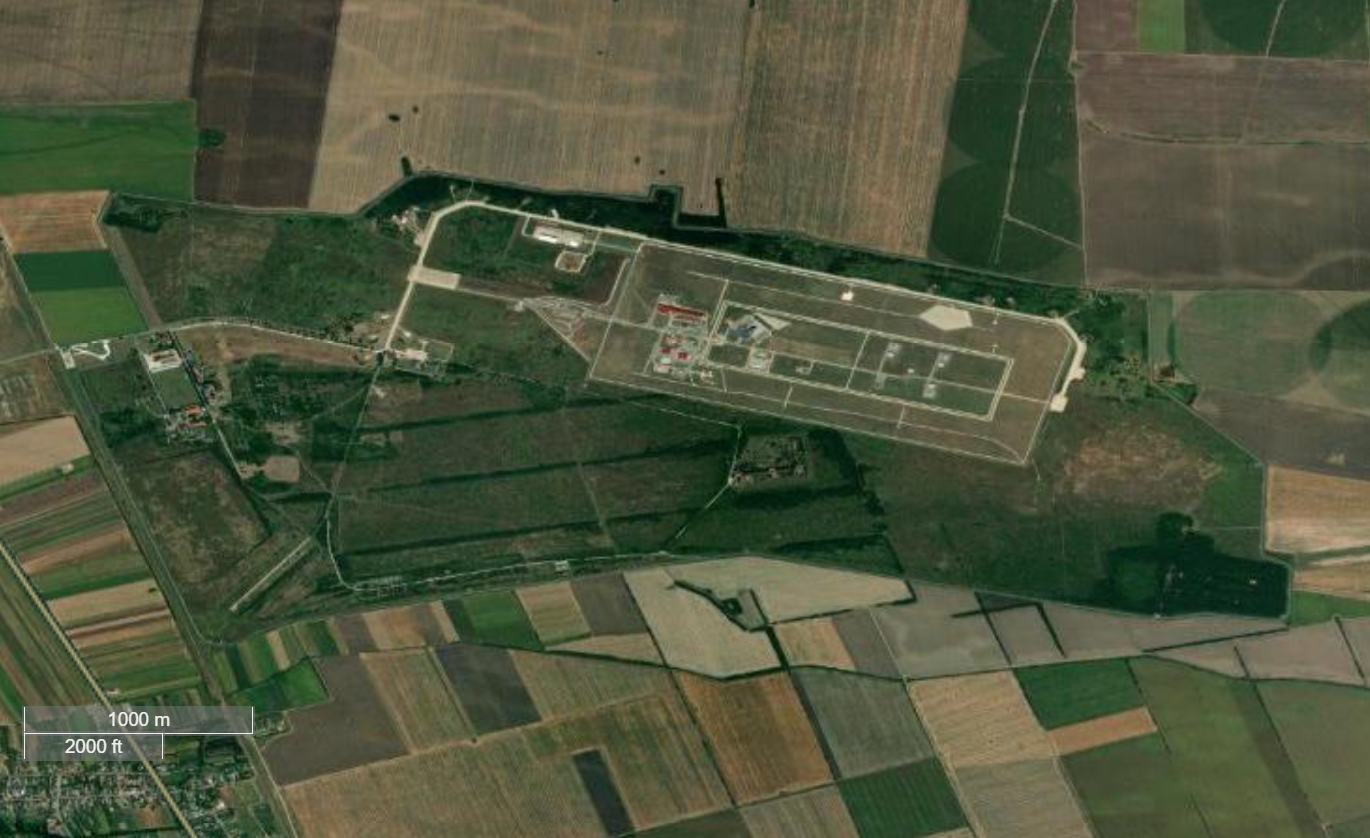
루마니아 데베셀루 공군기지

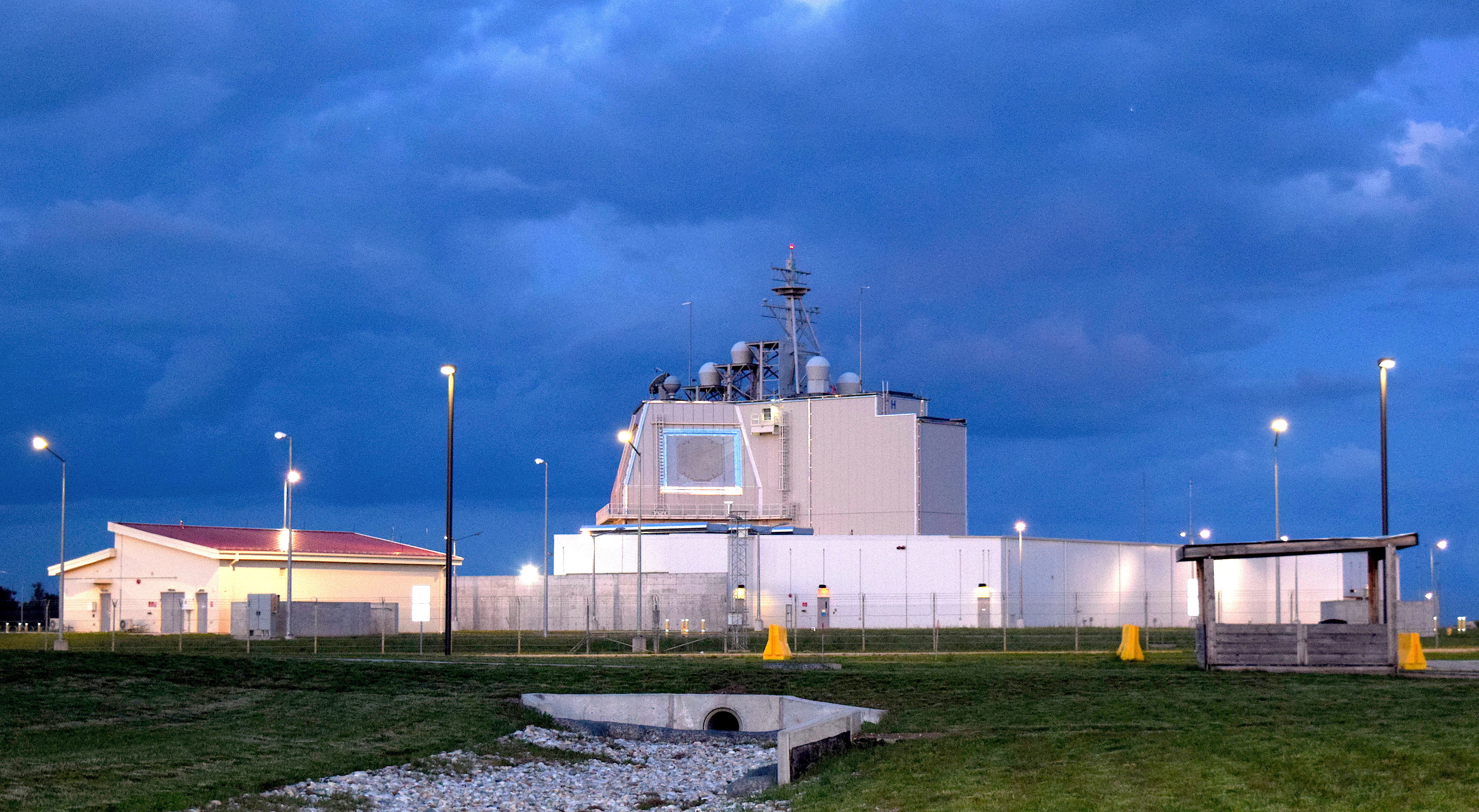
루마니아 데베셀루 공군기지의 이지스 포대

이지스 어쇼어(Aegis Ashore)는 해군이 지상시설에 이지스 시스템을 설치한 것이다. 포대는 AN/SPY-1 레이다와 SM-3 미사일로 구성된다. 오바마 행정부는 2015년 5월 루마니아 데베셀루 공군기지에 최초의 이지스 포대를 배치했다. 2018년에 폴란드 레드지코보 공군기지에도 포대가 설치될 것이다. 2020년 2개의 이지스 포대는 최신 버전의 Aegis BMD 소프트웨어와 최신형 SM-3로 업그레이드 될 것이다.
2016년 5월 12일, 루마니아 데베셀루 공군기지에서, MD 시스템 가동을 기념하는 행사가 로버트 워크 미국 국방부 부장관, 옌스 스톨텐베르그 NATO 사무총장, 다치안 치올로슈 루마니아 총리 등이 참석한 가운데 열렸다. 미국은 루마니아 MD 기지가 이란을 포함한 중동 지역에서 발사되는 탄도미사일을 요격하기 위한 것이라고 강조하고 있다. 미국 정부가 2013년부터 약 8억달러(약 9천320억원)를 투입했다. 러시아는 이란 방어용이 아니라 러시아에 대한 심각한 군사도발이라며 반발하고 있다. 미국은 SM-3 미사일이 탄두 부분에 폭약이 없기 때문에, 공격용 무기가 아니라 방어용 무기여서, 러시아에 대한 군사도발이 아니라며 부인하고 있다.
2020년에 업그레이드 될 SM-3 블록2A 미사일의 사거리는 2,500 km인데, 루마니아 데베셀루 공군기지에서 러시아 모스크바까지는 1,600 km이다.
2010년 미국과 NATO는 유럽 MD 구축에 합의했다. 미국이 2012년 스페인 로타항에 이지스 구축함 4척을 배치해 해상 MD를 구축했다. 2016년 루마니아 데베셀루 공군기지에 지상형 이지스 BMD의 구축을 완료했다. 월스트리트저널은 "루마니아의 MD 기지 가동은 유럽 안보에 기념비적인 사건"이라고 말했다.
2016년 5월 12일 루마니아 데베셀루 공군기지에서 지상형 이지스 BMD를 세계 최초로 배치, 가동식을 가진데 이어, 13일 폴란드 레드지코보 공군기지에 2번째 지상형 이지스 BMD 착공식을 가졌다. 독일 람슈타인 공군 기지에 들어서는 지휘통제센터가 유럽 전역의 MD 체계를 지휘하면 나토의 유럽 MD 체계는 완성된다.
2012년 미국·나토 정상회의가 '유럽 미사일 방어 시스템 4단계 조치' 본격 착수를 발표했다. 1단계로 터키에 탐지거리 1800km 이상의 X밴드 사드 레이다 설치 및 스페인 로타항에 SM-3 이지스함 4척 배치, 2단계 루마니아 지상형 이지스 BMD 구축, 3단계 폴란드 지상형 이지스 BMD 구축, 4단계 미국 본토 겨냥 탄도미사일 요격 시스템 완성 등이었다. 이란의 위협을 방어하기 위한다지만, 러시아 모스크바를 직접 겨냥하고 있다. 북한의 위협을 방어하기 위한다지만, 중국 베이징을 직접 겨냥하는 사드와 같은 국방 정책이다.
한국은 SM-3 이지스함 3척을 건조할 계획이다. 한국의 사드 미사일 사거리는 현재의 200 km가 아니라, 앞으로 매우 늘어나 중국 베이징을 커버할 정도로 늘어날 것이라는 것이 러시아 전문가의 예측이다. 성주에서 베이징은 1,130 km 거리이다.

### B61 핵폭탄
B61 핵폭탄은 미국의 4개 공군기지, 유럽의 6개 공군기지에 실전배치되어 있다. 유럽의 8개 공군기지는 잠정배치 상태여서, 현재는 실전배치되어 있지 않다.
냉전 이후 미국의 B61 핵폭탄 50여기가 시리아 국경에서 100km 떨어져 있는 터키 인시를릭 공군기지에 배치됐다. 2016년 7월 15일, 레제프 타이이프 에르도안 터키 대통령이 미국이 배후라는 2016년 터키 쿠데타 미수를 진압한 이후 러시아를 방문하면서, 미국과 터키와의 관계가 매우 악화되었다. 이에 인시를릭 공군기지의 B61 핵폭탄 50여기를 루마니아 데베셀루 공군기지로 옮기고 있다.

## 같이 보기
- 독일 람슈타인 공군 기지
- 폴란드 레드지코보 공군기지